# L'incubo di Janet Lind
L'incubo di Janet Lind  (Nightmare) è un film del 1964, diretto da Freddie Francis.

## Trama
Janet è una ragazza altamente nevrotica, tormentata da incubi fin dal tempo in cui, appena 11enne, aveva assistito all'omicidio di suo padre perpetrato da sua madre, ritenuta in seguito inferma di mente e reclusa a vita in un manicomio. Janet teme di diventare "pazza" come la madre, e per questi moltivi di instabile salute mentale viene ritirata dall'educandato femminile che frequenta per far ritorno, accompagnato da una delle sue insegnanti, la premurosa Mary, nella sua casa natale, circondata dall'affetto dei due domestici, John e la signora Gibbs, e con la sporadica presenza del suo tutore, lo sfuggente Henry Baxter, che ella stima e quasi idolatra. Nella casa è presente anche Grace Maddox, un'infermiera reclutata da Henry per badare alla figliastra.
Ma la permanenza nella casa avita risulta avere effetti contrari a quanto sperato: qui infatti Janet è perseguitata da una ricorrente e minacciosa apparizione femminile, una donna con un profondo sfregio sul volto, figura a metà fra il sogno e l'allucinazione, che si presenta nottetempo nella camera della ragazza. In tal modo la stabilità psichica di Janet non può che venir gradualmente meno, finché, nel giorno del suo diciassettesimo compleanno, a festeggiarla presenzia nella casa anche la moglie di Henry, che nessuno aveva prima conosciuto: non è altri che la donna con lo sfregio. In un accesso incontrollato, ormai al limite dell'umana sopportazione, la delicata ed ipersensibile Janet accoltella la donna e l'uccide. Come la madre, anche Janet viene ritenuta pericolosamente insana e viene rinchiusa in un manicomio.
Risulta però che siano stati Henry e Grace, che si rivela essere la sua amante, ad avere abilmente e crudelmente orchestrato lo sfociare della nevrosi di Janet in patente e pericolosa "pazzia", che ha dato origine all'omicidio, tramite il quale Henry (e Grace, diventata di lì a poco la sua nuova moglie) sono ora in possesso non solo della cospicua eredità della prima moglie di Henry, ma anche di quella di Janet, compresa la preziosa tenuta natale.
Non passa molto tempo, tuttavia, prima che i rapporti tra la nuova coppia criminale si deteriorino sorprendentemente in fretta. Diverse testimonianze ed avvenimenti inducono Grace a convincersi che Henry abbia (sempre avuto) un'ulteriore amante, nonostante i dinieghi del marito. La gelosia della donna è acuita da una serie di apparizioni femminili (come quelle che i due avevano somministrato alla povera ragazza) che portano Grace, in un accesso di devianza simile a quelle che la coppia aveva inflitto a Janet, ad uccidere il marito.
Grace è convinta che Henry, nel tentativo di eliminarla, avesse fatto fuggire Janet dal luogo di reclusione con l'intento di servirsi di lei, di nuovo, per compiere un omicidio, questa volta ai suoi propri danni. Ma l'apparizione non è la povera Janet: è l'insegnante Mary. Questa, insieme a John e alla signora Gibbs, avendo notato l'ignobile macchinazione di Henry e Grace ai danni di Janet, ha voluto vendicarsi, rendendo la pariglia, in modo non necessariamente illegale.
Quando chiamano la polizia, dopo l'assassinio di Henry, appare infatti improbabile che anche Grace venga ritenuta pazza.